# Mu Sagittarii
Mu Sagittarii, conosciuto anche con il nome tradizionale di Polis, è un sistema stellare situato nella costellazione del Sagittario.

## Osservazione
Si tratta di una stella situata nell'emisfero celeste australe, ma di bassa declinazione: ciò comporta che possa essere osservata da tutte le regioni abitate della Terra senza alcuna difficoltà e che sia invisibile soltanto dalle alte latitudini. Nell'emisfero sud invece appare circumpolare solo nel continente antartico. Data la sua magnitudine pari a 3,84, la si può osservare anche dai piccoli centri urbani senza difficoltà, sebbene un cielo non eccessivamente inquinato sia maggiormente indicato per la sua individuazione.

## Caratteristiche del sistema
È una supergigante blu di tipo B8 molto più luminosa del Sole, con una massa circa 23 volte quella della nostra stella.
Mu Sagittarii è anche una binaria a eclisse: ogni 180 giorni la sua luminosità cala di 0,08 magnitudini quando viene occultata da una compagna presumibilmente di tipo spettrale B2, che orbita a una distanza dalla principale paragonabile a quella della Terra dal Sole.
La stella, con un'età di 8 milioni di anni, si sta evolvendo in una supergigante rossa, e viste le dimensioni terminerà la sua esistenza esplodendo in una supernova.
La sua distanza è di almeno 3000 al dal Sistema solare, ed è accompagnata da altre 4 stelle, denominate Polis B, C, D ed E che completano il sistema stellare di Mu Sagittarii.
| Nome    | Magnitudine apparente | Distanza da Polis A (arcsec) | Distanza da Polis A (UA) | Distanza da Polis A (anni luce) |
| ------- | --------------------- | ---------------------------- | ------------------------ | ------------------------------- |
| Polis A | +3,84                 | —                            | —                        | —                               |
| Polis B | +11,5                 | 16,9                         | 42 200                   | 0,67                            |
| Polis C | +13,5                 | 25,8                         | 64 500                   | 1,02                            |
| Polis D | +9,9                  | 48,5                         | 121 200                  | 1,92                            |
| Polis E | +9,4                  | 50,0                         | 125 000                  | 1,98                            |

## Occultazioni
Per la sua posizione prossima all'eclittica è talvolta soggetta ad occultazioni da parte della Luna e, più raramente, dei pianeti, generalmente quelli interni.
L'ultima occultazione lunare è avvenuta il 16 novembre 2012..